# Vale do Chu

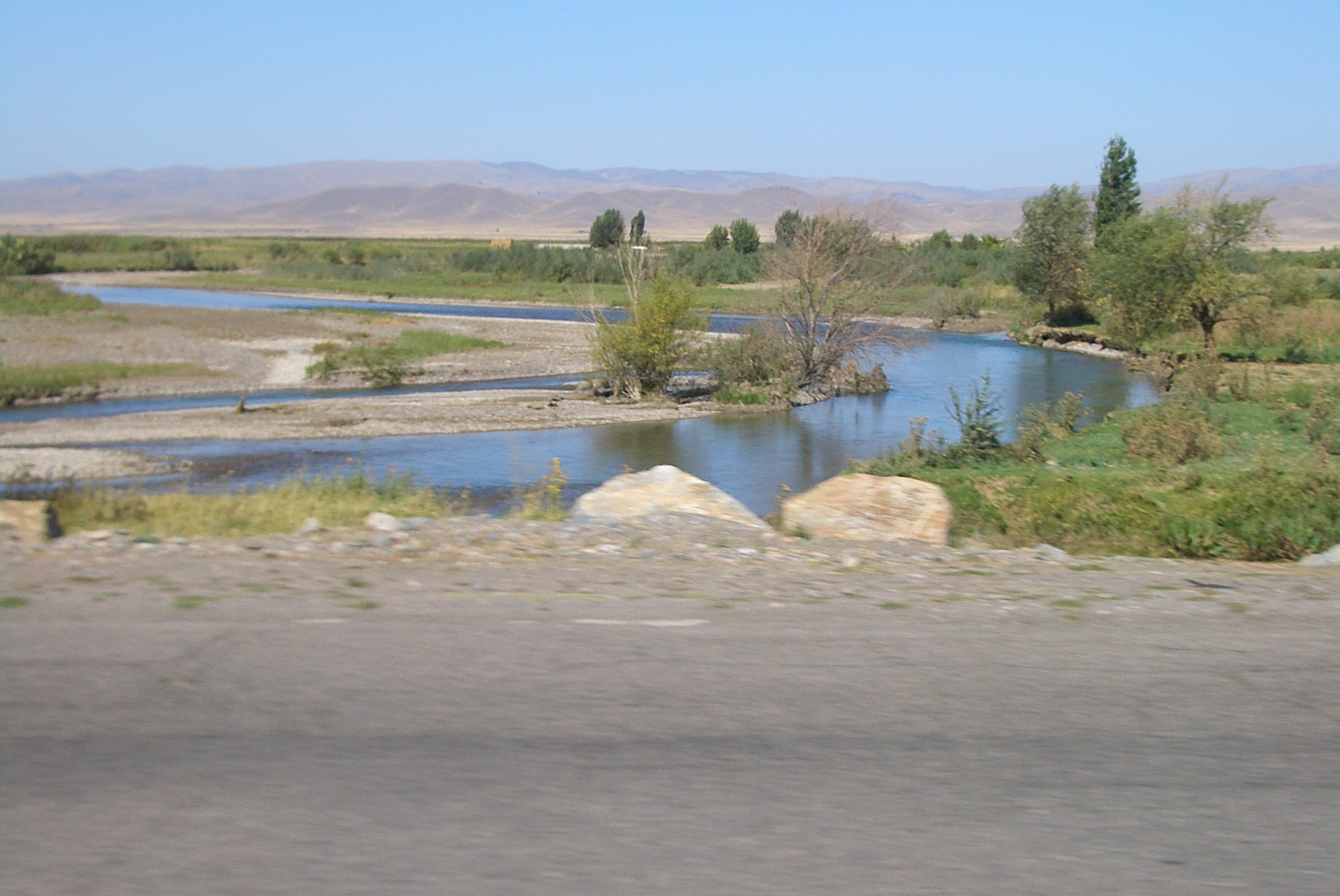
Vale do Chu: vista do Rio Chu do lado Quirquiz, as montanhas ao fundo são já no Casaquistão

O Vale do Chu (ou Chuy) (em quirguiz:  Чүй өрөөнү, Çüy Örööü; em cazaque:  Шу аңғары, Shý ańǵary; em russo:  Чуйская долина) é um extenso vale localizado no norte da cadeia montanhosa do Tian-Shan. Estende-se de Boom Gorge, no leste, até ao deserto de Muyunkum, no oeste. Tem uma área de cerca de 32,000 km2 (12,000 sq mi) e faz fronteira com o Quirguistão Ala-Too ao sul e com as montanhas Chu-Ili ao norte. Através do desfiladeiro de Boom, na estreita parte leste, o vale do Chuy é ligado ao vale de Issyk-Kul. O rio Chu é o principal curso de água  do vale.
O verão quente e a disponibilidade de água potável e de irrigação tornam esta área numa das regiões mais férteis e densamente povoadas do Quirguistão.
Existem também depósitos de minério de zinco, chumbo, ouro e materiais de construção. O Relatório Mundial sobre Drogas de 2006 estimou que 400.000 hectares de cannabis crescem em estado selvagem no Vale do Chuy.

## Clima
O clima é marcadamente continental. Os verões são longos e quentes, e os invernos são relativamente curtos e frios. A temperatura média do mês mais quente (julho) é 24.4 °C (75.9 °F) com um máximo de 43 °C (109.4 °F) . A temperatura média do mês mais frio (janeiro) é −5.0 °C (23.0 °F) com um mínimo de −38 °C (−36.4 °F). A precipitação anual típica varia de 300 to 500 mm (12 to 20 in) em diferentes zonas climáticas do vale. A precipitação aumenta progressivamente com a altitude perto da faixa de Ala-Too do Quirguistão. A primavera e o outono são as estações mais pluviosas no Vale do Chu.

## Cidades e povoamentos de tipo urbano no Vale do Chu
- Bishkek
- Kara-Balta
- Kant
- Kemin
- Shopokov
- Tokmok
- Ivanovka